# Newark (Texas)
Newark é uma cidade localizada no estado norte-americano do Texas, no Condado de Kendall e Condado de Tarrant.

## Demografia
Segundo o censo norte-americano de 2000, a sua população era de 887 habitantes.
Em 2006, foi estimada uma população de 1066, um aumento de 179 (20.2%).

## Geografia
De acordo com o United States Census Bureau tem uma área de 1,8 km², dos quais 1,8 km² cobertos por terra e 0,0 km² cobertos por água. Newark localiza-se a aproximadamente 191 m acima do nível do mar.

## Localidades na vizinhança
O diagrama seguinte representa as localidades num raio de 12 km ao redor de Newark.